# Мелоун (Нью-Йорк)
Мелоун (англ. Malone) — місто (англ. town) в США, в окрузі Франклін штату Нью-Йорк. Населення — 12 433 особи (2020).

## Демографія
Згідно з переписом 2010 року, у місті мешкало 14 545 осіб у 4246 домогосподарствах у складі 2599 родин. Було 4899 помешкань
Расовий склад населення:
| - 77,1 % — білих - 18,5 % — чорних або афроамериканців - 0,8 % — корінних американців - 0,6 % — азіатів - 2,2 % — осіб інших рас |

До двох чи більше рас належало 0,7 %. Частка іспаномовних становила 7,2 % від усіх жителів.
За віковим діапазоном населення розподілялося таким чином: 16,1 % — особи молодші 18 років, 71,9 % — особи у віці 18—64 років, 12,0 % — особи у віці 65 років та старші. Медіана віку мешканця становила 37,7 року. На 100 осіб жіночої статі у місті припадало 175,8 чоловіків;  на 100 жінок у віці від 18 років та старших — 192,6 чоловіків також старших 18 років.
Середній дохід на одне домашнє господарство  становив 59 863 долари США (медіана — 46 801), а середній дохід на одну сім'ю — 69 105 доларів (медіана — 56 958). Медіана доходів становила 50 398 доларів для чоловіків та 34 203 долари для жінок. За межею бідності перебувало 24,0 % осіб, у тому числі 31,2 % дітей у віці до 18 років та 11,3 % осіб у віці 65 років та старших.
Цивільне працевлаштоване населення становило 4368 осіб. Основні галузі зайнятості: освіта, охорона здоров'я та соціальна допомога — 33,2 %, публічна адміністрація — 16,0 %, роздрібна торгівля — 12,8 %.